# Ole Ritter
Ole Jørgen Phister Ritter, född 29 augusti 1941 i Slagelse, är en dansk före detta professionell cyklist som specialiserade sig på enkelstarter. Som amatör fick han sitt genombrott 1962, där han tog två silvermedaljer vid världscupen i Italien, samma år blev han även dansk mästare i linjelopp, 1966 vann han nordiska mästerskapet i samma gren. Ole Ritter deltog i de olympiska spelen i Tokyo 1964 och blev nr 7 i lagloppet 100 km, och nr 74 i linjeloppet.

## Biografi
Ole Ritter blev proffs 1967 för Germanvox-Wega-laget, samma år vann han den individuella tempoetappen i Giro d’Italia före Rudi Altig, Eddy Merckx och Jacques Anquetil.
Ritter har deltagit nio gånger i Giro d'Italia, och är hittills den mest framgångsrika danska cyklisten i Giro d'Italia. Han har vunnit tre etappsegrar totalt, två på individuellt tempo. Han är den dansk som hittills uppnått bästa totalplacering i  Giro d'Italia med en sjundeplats 1973. Ritter körde också Tour de France 1975, och slutade tvåa på den 18:e etappen,  med en totalplacering på 47:e plats.
1968 åkte Ritter till Mexico City för att sätta ett nytt världsrekord i entimmes banlopp. Rekordet säkrades med 48, 653 km, först 1972 kunde Eddy Merckx slå rekordet med 49, 431 km.
1974, vid 33 års ålder, åkte Ritter till Mexiko igen för att slå rekordet. Försöket misslyckades, men han slog sitt personliga rekord med 48, 879 km. Ritters försök att återerövra det eftertraktade rekordet skildras i Jørgen Leths dokumentärfilm Den umulige time.
I slutet av sin karriär blev Ritter återigen Danmarks cykelhjälte när han deltog i de återinförda sexdagarsloppen. Han vann tre gånger: 1974 och 1975 i Herning samt 1977 i Köpenhamn.
Efter avlutad karriär blev han cykelkommentator på TV.